# Victoria Earle Matthews
Victoria Earle Matthews, nata Ella Victoria Smith, (Fort Valley, 27 maggio 1861 – New York, 10 marzo 1907), è stata una scrittrice, attivista, giornalista, saggista e operatrice di comunità statunitense; nata in schiavitù a Fort Valley, in Georgia, si trasferì a New York con la famiglia dopo la liberazione. Qui frequentò brevemente la scuola e lavorò come domestica per aiutare la famiglia.
Da sposata Victoria si impegnò nei club femminili e nel volontariato sociale, in un periodo in cui il movimento degli insediamenti, nato in Gran Bretagna nel 1884, stava influenzando il servizio sociale americano nelle principali città. Nel 1897, la Matthews fondò la White Rose Industrial Home for Working Class Negro Girls, nota anche come White Rose Mission, una casa di accoglienza per giovani donne nere, con l'obiettivo di fornire loro un alloggio sicuro, istruzione e competenze in materia di vita e lavoro.

## Biografia
Victoria Earle nacque in schiavitù il 27 maggio 1861 a Fort Valley, in Georgia, un mese prima dell'inizio della Guerra Civile. Poco dopo la sua nascita, sua madre, Caroline Smith, fuggì dal loro padrone, lasciando Victoria e i suoi otto fratelli. L'ambiguità razziale della famiglia Smith, e il fatto che i bambini vivessero nella casa del padrone, fa pensare che il padrone fosse il loro padre. Quando la madre raggiunse New York, progettò di guadagnare abbastanza denaro per acquistare la sua libertà e quella dei suoi figli. Caroline Smith condusse una battaglia legale per ottenere la custodia delle figlie e fu la prima donna nera a essere riconosciuta dal sistema giudiziario della Georgia. La Matthews, sua madre e sua sorella Anna viaggiarono dalla Georgia a Richmond e Norfolk, in Virginia, per poi finire a New York nel 1873. A New York, frequentò la scuola pubblica per soli quattro anni, finché le difficoltà familiari la costrinsero a ritirarsi e a lavorare come domestica, approfittando della biblioteca domestica del suo datore di lavoro. Il proprietario scoprì che Earle leggeva e le diede il permesso di farlo quando aveva tempo. Per leggere e imparare, Earle si impegnava di più per finire i compiti in anticipo. Il New York Freeman, un giornale cattolico, descrisse la Matthews come “sempre pronta e servizievole”. Più tardi, il 22 ottobre 1879, all'età di diciotto anni, Victoria Smith sposò William E. Matthews, un cocchiere di Petersburg, in Virginia. Ebbero un figlio, Lamartine, che morì il 19 settembre 1895, all'età di sedici anni. Il 10 marzo 1907, all'età di quarantacinque anni, Victoria Earle Matthews morì di tubercolosi.

## Carriera
L'attività di Victoria Earle Matthews iniziò come giornalista nel 1887. Il Washington Bee la presentò come una giornalista “la più importante del suo sesso della nostra razza”.

## Attivismo

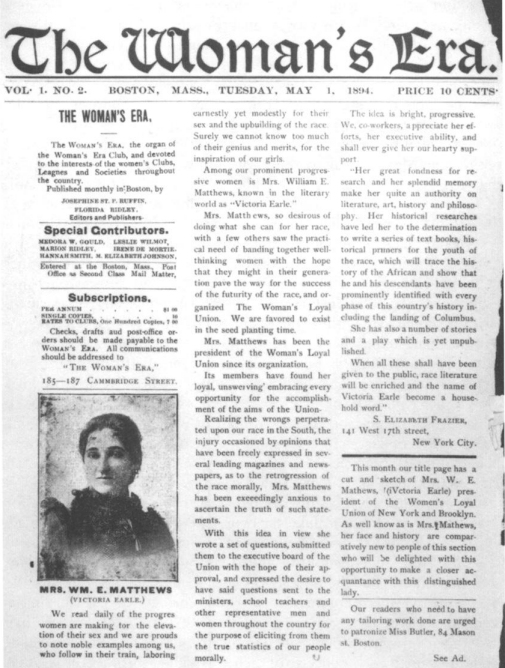
Matthews featured in The Woman's Era, a newspaper edited by Josephine St. Pierre Ruffin, May 1, 1894

### Attività per i diritti civili
All'inizio degli anni Novanta del XIX secolo, la Matthews si impegnò maggiormente negli ambienti politici e sociali afroamericani. Il 5 ottobre 1892, Victoria Earle Matthews e l'educatrice e attivista Maritcha Remond Lyons organizzarono una cena di riconoscimento al Lyric Hall di New York per Ida B. Wells e la sua campagna contro il linciaggio, che portò alla fondazione della Woman's Loyal Union of New York and Brooklyn (Unione Fedele della Donna di New York e Brooklyn). Era un periodo di crescita delle organizzazioni fraterne e femminili e la Matthews fu la prima presidente della Woman's Loyal Union (WLU). La WLU era un'organizzazione per i diritti civili che lavorava contro la discriminazione razziale e sosteneva la crociata anti-linciaggio della giornalista Ida B. Wells. Nel 1896 la Matthews fu presidente del consiglio esecutivo della National Association of Colored Women's Clubs. Intervenne spesso sui temi dell'epoca. La Matthews è nota soprattutto per i discorsi su “Il valore della letteratura razziale”, “Il ruolo delle donne afroamericane” e “Il risveglio della donna afroamericana” (1897). Il discorso “The Value of Race Literature” (Il valore della letteratura razziale) fu pronunciato al primo Congresso nazionale delle donne di colore a Boston, Massachusetts, il 30 luglio 1895. I suoi discorsi erano radicati nella filosofia dell'orgoglio di razza e dell'autostima.

### Lavoro di insediamento
Dopo la morte del figlio sedicenne, Lamartine, la Matthews incanalò il suo dolore e iniziò a concentrarsi sull'aiuto ai giovani della sua età. Tornò nel Sud, dopo aver letto del continuo bisogno di istruzione per i neri. Nello Stato dell'Alabama, iniziò a informarsi su ciò che veniva fatto per le persone di colore. Alla fine si impegnò nel lavoro di insediamento, avviato da donne progressiste in città industriali come Chicago e New York, che stavano accogliendo decine di migliaia di immigrati europei, oltre a molti immigrati dalle campagne del Sud. Un pastore la convinse a tornare a New York.
La Matthews iniziò a visitare individui e famiglie dove il bisogno sembrava grande. Andò di casa in casa fornendo servizi pratici, come aiutare una madre sovraccarica a preparare un pasto o a fare il bucato. La Matthews imparò che la vita degli afroamericani era difficile e afflitta da “opportunità economiche limitate, alloggi inadeguati, povertà, pregiudizi e violenza a sfondo razziale”.
In quel periodo, migliaia di giovani neri stavano arrivando a New York nell'ambito della grande migrazione afroamericana, nella speranza di trovare lavoro e opportunità migliori rispetto al Sud con le leggi Jim Crow. Matthews pensava che le giovani donne avessero bisogno di un posto sicuro dove stare mentre imparavano a lavorare.
Di razza mista, aveva una notevole discendenza europea; la sua pelle e il suo aspetto chiari, uniti alla sua istruzione, le permisero di ottenere un trattamento preferenziale. Indagò sulle pratiche commerciali dei bianchi e dei neri in quel periodo. Con l'aiuto iniziale di Winthrop Phelps, un filantropo bianco che le offrì un appartamento in un caseggiato di sua proprietà, l'11 febbraio 1897 aprì un luogo in cui le ragazze di colore potevano essere avviate al lavoro domestico. Faceva in modo che imparassero a cucire, a confezionare abiti e a prepararsi per il lavoro in società. Apprezzava l'istruzione e ne fece una parte dei programmi che offriva. Intendeva organizzare corsi per ragazzi sui servizi domestici. In questo modo formò le ragazze afroamericane a una vita onesta e all' autonomia. Oltre alle abilità di base in matematica, lettura e scrittura, insegnò alle sue studentesse la storia e la letteratura razziale. Mantenne una collezione di libri sulla storia dei neri che rappresentava una risorsa disponibile a tutti.
Accorgendosi che le giovani donne erano a rischio quando arrivavano in città, con i suoi sostenitori decise di creare un luogo che offrisse un alloggio e di coinvolgere volontari che incontrassero i nuovi immigrati nelle stazioni ferroviarie per offrire loro un alloggio sicuro. Acquistarono una casa al 217 di East dell'86a strada, che fu chiamata White Rose Home for Working Class Negro Girls, nota come White Rose Mission. La Matthews incoraggiò le ragazze a vivere con purezza, bontà e virtù. Per sostenere la missione ottenne l'appoggio di importanti predicatori neri e congregazioni, tra cui quella di Adam Clayton Powell, Sr., pastore della Abyssinian Baptist Church, che divenne un amministratore della missione.
La Matthews era orgogliosa della sua razza, ma cercava anche di ispirare gli individui dotandoli di abilità pratiche. Credeva che con l'autosufficienza avrebbero potuto avere pensieri nobili e grandi idee. La Matthews e i suoi volontari insegnarono alle giovani donne le competenze necessarie all'epoca: cucito, modisteria e cucina. Le giovani donne avevano la possibilità di trovare un lavoro dignitoso, anche se poco retribuito. La White Rose Industrial Home permetteva alle studentesse di stare vicino ai loro insegnanti, imparando da loro e l'una dall'altra nella vita quotidiana, e di avere una certa protezione per un certo periodo. La White Rose Home forniva anche un'istruzione specifica e una serie di attività sociali. La missione offriva attività ricreative, eventi letterari e culturali e corsi sulla storia dei negri.
Matthews fu anche membro del consiglio di amministrazione del McDonough Memorial Dispensary, un ospedale che avrebbe servito i neri e tutte le nazionalità.

## Pubblicazioni di rilievo

### Racconti brevi
Victoria Earle Matthews compose brevi racconti. Si concentrò sulla promozione di una coscienza delle lotte dei neri, in particolare delle donne nere. Tutte queste opere presentano protagoniste femminili nere e caritatevoli, che rappresentano i conflitti del colorismo e cercano di sviluppare la dignità della loro negritudine.

#### 1893. Zia Lindy: una storia basata sulla vita reale
Un incendio a Fort Valley, in Georgia, decima metà della città nonostante gli sforzi dei cittadini per spegnerlo. Il medico della città, il dottor Bronson, ha il suo bel da fare con le vittime dell'incendio. Il dottor Bronson cerca l'aiuto di un'anziana infermiera nera che vive alla periferia della città. Zia Lindy e suo marito Joel sono una coppia gentile e devotamente cristiana. La loro vita impegnata tiene lontano il dolore di giorno. Di notte, invece, piangono i bambini che sono stati portati via.
Zia Lindy si occupa dei suoi pazienti come se fossero i suoi figli. Una vittima dell'incendio, gravemente ferita, viene affidata alle sue cure. Ad uno sguardo più attento, zia Lindy riconosce in lui il suo ex padrone. Viene trasportata indietro nel tempo, quando lavorava come sua schiava. La sete di vendetta offusca la sua morale cristiana. Pensa di uccidere la fonte del suo dolore mentre lui è ferito e alla sua mercé.
“Marse Jeems” si sveglia disorientato. Quando riesce a scorgere in modo confuso i lineamenti scuri di lei, anche lui torna indietro nel tempo. Mentre lei rivive gli anni peggiori della sua vita, lui ricorda gli anni più piacevoli della sua. Zia Lindy chiede appassionatamente di sapere dove si trovano i suoi figli dispersi. La sua rabbia sta prendendo il sopravvento quando un sermone in corso, un paio di case più in là, ruba la sua attenzione. Le parole del predicatore la investono e lei si ricorda di sé. La rabbia si ritira e lei emerge determinata a salvare il suo aguzzino. Appena guarito, James non riesce a capire come zia Lindy abbia tollerato di salvargli la vita. Per riconoscenza, compra alla coppia la loro baita e conferma l'identità di uno dei loro figli. È il nuovo predicatore che con le sue parole ha salvato zia Lindy dalla caduta nel peccato.

##### Accoglienza del pubblico
La Matthews utilizza il simbolismo, il fuoco, per rappresentare il tumulto emotivo che zia Lindy sta vivendo. Amina Gautier ha scritto: “Il fuoco della punizione travolge Lindy, bruciando ogni pensiero di perdono cristiano”. I negri erano costretti a seppellire le loro emozioni. La società postbellica non voleva esaminare o affrontare i problemi degli schiavi emancipati. Le emozioni di zia Lindy vengono a galla dopo anni di apparenze e di sofferenza segreta. La Matthews insinua che le persone non dovrebbero imporre restrizioni su come gli schiavi emancipati dovrebbero o non dovrebbero sentirsi. Chi ha subito un torto deve avere la possibilità di confrontarsi con i propri sentimenti di amarezza e risentimento se si vuole che il Paese vada avanti.

#### 1892. L'errore di Eugenie: Una storia
Adele Van Arsden è cresciuta in Francia sotto le cure di Madame Charmet. Alla morte del padre eredita la sua piantagione in Louisiana, un luogo a lei estraneo come l'abbraccio del padre. Adele trova un'amica in Eugenie St. Noire, che si diletta a farle conoscere la vita di campagna.
Royal Clifford, padrone di Clifford Hall, si sta godendo le attrazioni del parco Van Arsden quando si imbatte in Adele che dorme pacificamente in una grotta. Si innamora immediatamente di lei e la salva da un rettile. I due si innamorano e si sposano, felicemente ignari dell'odio che riempie il cuore dei loro amici. Eugenie è ossessionata dall'idea di procurarsi i mezzi per disonorare Adele e prendere il suo posto al fianco di Royal. Prende atto dell'oscurità che circonda il passato di Adele: la madre che muore di parto e il padre che la spedisce all'estero.
Quando Royal è assente, Eugenie orchestra una scena nella grotta dove gli amanti si sono incontrati per la prima volta. Adele riceve una corrispondenza del padre defunto in cui egli rivela che la madre di Adele era una mulatta. Adele è sconvolta. La sua ignoranza ha sicuramente condannato il suo amato marito a un futuro di vergogna e ridicolo. Il pensiero che lui la guardi con disprezzo invece che con amore e adorazione è troppo forte. Fugge in Francia, incapace di affrontare l'uomo che ha inconsapevolmente ingannato. Royal è inconsolabile. Accusa la madre vedova di essere responsabile di quanto è accaduto.
Passano cinque miserabili anni e la Vecchia Mammy tiene nascosta la lettera che ha rovinato la vita della sua amante. Quando scopre la lettera, il cuore di Royal si gonfia di speranza. Si precipita in Francia e supplica Madame Charmet di permettergli di vedere Adele. Il loro incontro consiste in appassionate richieste di perdono. Royal rivela che sua madre era un'ottomana. Per tutti questi anni ha pensato che Adele avesse in qualche modo scoperto la verità e lo avesse lasciato per questo. La coppia si riconcilia e decide di lasciarsi alle spalle il terreno tossico della Louisiana per ricominciare in Francia. Eugenie si è sbagliata: il lignaggio familiare di Adele non l'ha sminuita agli occhi del marito.

##### Accoglienza del pubblico
Secondo Amina Gautier, la Matthews sfata l'idea che lo schiavo emancipato non abbia alcun problema. La ritrovata libertà della coppia non cancella gli anni di abusi subiti durante la schiavitù. Adele e Joel hanno perso i loro figli e non è una cosa che possono superare facilmente. La perdita pesa su di loro nella vita postbellica come prima della liberazione. Stanno sopportando la vita invece di godersela.

#### 1892. Zelika - Una storia
Zelika è una schiava della piantagione Claiborne, ad Atlanta, in Georgia. La sua carnagione chiara e il favore della sua padrona le fanno guadagnare il privilegio di imparare a leggere e scrivere. Zelika gode di libertà come quella di leggere al suo vecchio padrone. Qui, al capezzale del padrone Claiborne, stringe un legame con un altro schiavo, King George.
Con la paziente guida di Zelika, King George impara a leggere e a scrivere. La sua nuova alfabetizzazione è una benedizione e una maledizione. Diventa consapevole della propria ignoranza, della sua virilità menomata e della necessità di liberarsi dalle catene della schiavitù. Di ritorno da una commissione, Zelika si trova al fianco di King George. La cadenza e la tenerezza che vede nei suoi lineamenti la riempiono di timore. Era un addio, stava fuggendo nella notte, sperando di unirsi all'Esercito dell'Unione. Zelika piange e lo supplica di restare. Il cuore di King George si gonfia, le sue lacrime sono la spinta di cui aveva bisogno per rivelare il suo amore per lei. Zelika gli dice addio e promette di aspettarlo.
Mentre il Generale Sherman si dirige verso Atlanta, Zelika siede sul letto di morte del suo vecchio padrone. Tutti gli altri schiavi se ne sono andati da tempo. Il signor Claiborne fa promettere a Zelika di attenersi al contenuto di una lettera che le consegna. Zelika rimanda la lettura della lettera, temendo che possa in qualche modo mettersi tra lei e il suo amore. Ogni giorno, al tramonto e all'alba, si sofferma sulla strada, aspettando che il suo King George torni da lei. Finalmente arriva il giorno in cui abbraccia il suo King George, zoppicante, con una mano sola, affamato ed esausto, come è il suo nome libero. Piangono felici l'uno nelle braccia dell'altra. Quando leggono la lettera del maestro Claiborne, si scopre che Zelika è una Claiborne. Egli fornisce loro l'ubicazione di un'aiuola che si trova in cima a ricchezze sepolte che ora appartengono a lei. Zelika è entusiasta. La salute di King Georg sarà curata e potranno vivere insieme i loro giorni, lontano da Atlanta.

## Eredità
Il Club (delle madri) Victoria Earle Matthews interamente nero, che porta il suo nome, aiutava le ragazze e le donne che avevano subito abusi sessuali o rischiavano di subirli. Victoria Earle Matthews è anche riconosciuta da alcuni come la prima assistente sociale nera di New York e una pioniera dell'attuale sistema di assistenza sociale. La Matthews è ricordata con una targa che recita: "The White Rose Home" (La casa della Rosa Bianca) sulla facciata della sua residenza di Brooklyn al n. 33 di Poplar Street.